# Achim Barbknecht

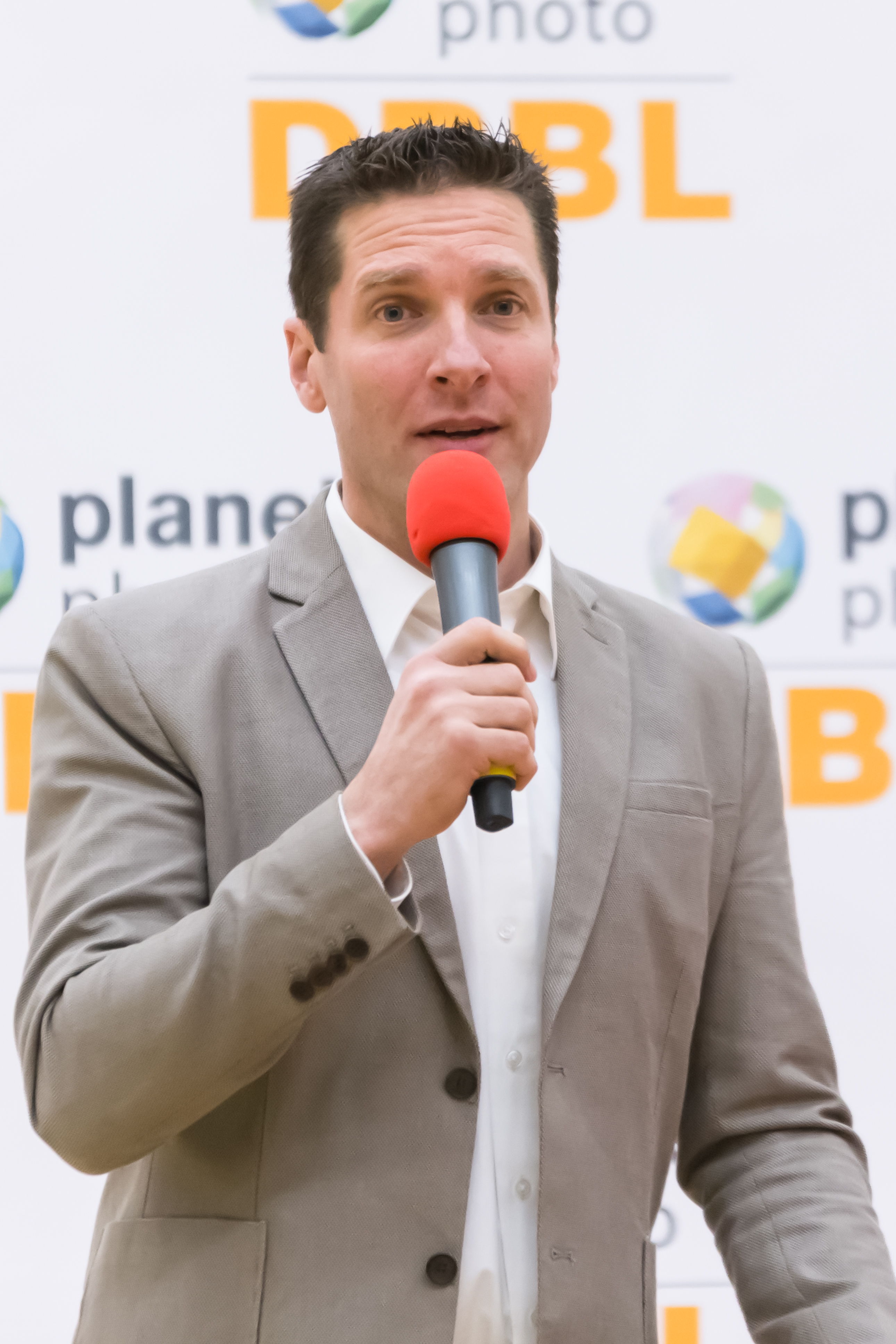
Achim Barbknecht (2018)

Achim Karl Bruno Barbknecht (* 6. März 1970) ist ein deutscher Basketballfunktionär.

## Leben
Barbknecht wurde im September 2004 Geschäftsführer des Stadtsportbundes Dortmund, Ende Mai 2007 endete seine Amtszeit.
Am 1. Juni 2007 trat er das Amt des Geschäftsführers der DBBL GmbH, dem Betreiber der Damen-Basketball-Bundesliga, an. Er handelte 2016 mit dem Berliner Gruß- und Anlasskartenhersteller Planet Cards GmbH einen Vertrag zur Übernahme des Liganamens aus, sodass die erste und zweite Damen-Bundesliga ab dem 1. Juni 2016 unter dem Namen „Planet Photo Damen Basketball Bundesligen“ geführt wurden. Im Januar 2020 schied er als DBBL-Geschäftsführer aus dem Amt.